# Лутра Елевтерон
Лутра Елевтерон (на гръцки: Λουτρά Ελευθερών) е село в Гърция, дем Кушница, област Източна Македония и Тракия.

## География
Лутра Елевтерон се намира на 15 m надморска височина, на 48 километра югозападно от град Кавала, на река Мармара близо до морския бряг, на надморска височина от 120 метра. Термалните извори в района са известни още в древността. Името в превод означава Бани на Елевтерес.

## История
Някои историци смятат, че тук е бил древният град Аполония, чието име се свързва с термалните извори. Според други обаче идентификацията е грешна. В съседство е оцеляла средновековната отбранителна Аполонийска кула.
Днес в от баните са оцелелни 31 сгради. Най-старата оцеляла сграда е османска баня от XVIII век. Районът е превърнат в курортно градче, когато в периода 1908 - 1910 година търговецът на тютюн Захос Заху поема експлоатацията им от османската държава. Проектирането на сградите на баните е поето от известния архитект Аристотелис Захос. Сградите в курортното градче продължават да се строят през целия XX век, образувайки малко селище, днес изоставено.
Селото е обявено за самостоятелно селище в 1919 година. Част е от дем Орфано по закона „Каподистрияс“ от 1997 година. С въвеждането на закона „Каликратис“, Лутра Елевтерон става част от дем Кушница. Според преброяването от 2001 година има 4 жители, а според преброяването от 2011 година има 0 жители.
| Година    | 1913 | 1920 | 1928 | 1940 | 1951 | 1961 | 1971 | 1981 | 1991 | 2001 | 2011 | 2021 |
| --------- | ---- | ---- | ---- | ---- | ---- | ---- | ---- | ---- | ---- | ---- | ---- | ---- |
| Население | 0    | 0    | 29   | 87   | 28   | 19   | 5    | 2    | 0    | 4    | 0    | 1    |